# (29633) Weatherwax
(29633) Weatherwax est un astéroïde de la ceinture principale.

## Description
(29633) Weatherwax est un astéroïde de la ceinture principale. Il fut découvert le 10 novembre 1998 à Caussols par le relevé ODAS. Il présente une orbite caractérisée par un demi-grand axe de 2,28 UA, une excentricité de 0,10 et une inclinaison de 4,9° par rapport à l'écliptique.